# Hilton Armstrong
Hilton Julius Armstrong, Jr. (nacido el 23 de noviembre de 1984 en Yonkers, New York) es un exjugador profesional de baloncesto estadounidense que disputó 10 temporadas en la NBA. Con 2,11 metros de altura, jugaba de ala-pívot.

## Trayectoria

### Profesional
Armstrong fue seleccionado por New Orleans Hornets en la 12.ª posición en el Draft de la NBA de 2006.
El 11 de enero de 2010, fue traspasado a los Sacramento Kings a cambio de un selección condicional de la segunda ronda de 2016.
El 18 de febrero de 2010, fue traspasado a los Houston Rockets, junto con Kevin Martin a cambio de Carl Landry y Joey Dorsey. El 10 de abril de 2010, fue despedido por los Rockets.
El 13 de julio de 2010, Armstrong firmó con los Washington Wizards.
El 23 de febrero de 2011, fue traspasado a los Atlanta Hawks junto con Kirk Hinrich a cambio de Mike Bibby, Jordan Crawford, Maurice Evans y una primera ronda de draft.
En julio de 2011, Armstrong firmó con el ASVEL Basket de la Liga Nacional de Baloncesto de Francia. En agosto de 2012, firmó con el Panathinaikos de la Liga de Baloncesto de Grecia. En diciembre de 2013, dejó el Panathinaikos.
En enero de 2013, fue adquirido por los Santa Cruz Warriors de la NBA Development League. Armstrong jugó muy bien en los Warriors, ganando los honores de segundo mejor quinteto defensivo de la NBA D-League. En mayo de 2013, se unió a los Changan Group Guangdong de la temporada 2013 de la liga nacional China.
El 27 de septiembre de 2013, firmó con los Indiana Pacers. Sin embargo, fue despedido el 26 de octubre.
En noviembre de 2013, fue re-adquirido por los Santa Cruz Warriors de la NBA Development League.
El 11 de diciembre de 2013, después de participar en seis partidos con Santa Cruz, Armstrong firmó con los Golden State Warriors. El 29 de diciembre de 2013, fue despedido por Golden State. El 3 de enero de 2014, fue nuevamente re-adquirido por Santa Cruz.
El 3 de febrero de 2014, Armstrong fue nombrado en la plantilla de los Futures All-Star, junto con dos de sus compañeros de equipo Seth Curry y Dewayne Dedmon para el All-Star Game de la NBA D-League.
El 22 de febrero de 2014, firmó un contrato de 10 días con los Golden State Warriors. El 4 de marzo de 2014, regresó con Santa Cruz después de que su contrato de 10 días expirara. El 30 de marzo de 2014, firmó otro contrato de 10 días con Golden State. El 9 de abril de 2014, firmó con Golden State por el resto de la temporada 2013-14. El 30 de julio de 2014, fue despedido por los Golden State Warriors.

## Estadísticas de su carrera en la NBA

### Temporada regular
| Año     | Equipo           | PJ  | PT | MPP  | %TC  | %3P   | %TL   | RPP | APP | ROB | TPP | PPP |
| ------- | ---------------- | --- | -- | ---- | ---- | ----- | ----- | --- | --- | --- | --- | --- |
| 2006–07 | NO/Oklahoma City | 56  | 5  | 11.3 | .544 | .000  | .597  | 2.7 | .2  | .2  | .5  | 3.1 |
| 2007–08 | New Orleans      | 65  | 3  | 11.3 | .453 | .000  | .629  | 2.5 | .4  | .2  | .5  | 2.7 |
| 2008–09 | New Orleans      | 70  | 29 | 15.6 | .561 | .000  | .633  | 2.8 | .4  | .4  | .6  | 4.8 |
| 2009–10 | New Orleans      | 18  | 0  | 13.3 | .380 | .000  | .464  | 3.4 | .9  | .4  | .4  | 2.8 |
| 2009–10 | Sacramento       | 6   | 0  | 9.3  | .333 | .000  | 1.000 | 2.3 | .3  | .3  | .7  | 1.7 |
| 2009–10 | Houston          | 9   | 0  | 4.4  | .294 | .000  | .000  | .7  | .3  | .6  | .0  | 1.1 |
| 2010–11 | Washington       | 41  | 2  | 10.0 | .484 | .333  | .609  | 2.8 | .2  | .4  | .4  | 1.9 |
| 2010–11 | Atlanta          | 12  | 0  | 6.3  | .500 | 1.000 | .200  | 1.4 | .3  | .2  | .4  | 1.3 |
| 2013–14 | Golden State     | 15  | 1  | 6.5  | .474 | .000  | .438  | 3.1 | .3  | .3  | .3  | 1.7 |
| Total   | Total            | 292 | 40 | 11.6 | .501 | .286  | .582  | 2.6 | .3  | .3  | .5  | 3.0 |

### Playoffs
| Año   | Equipo       | PJ | PT | MPP  | %TC  | %3P  | %TL  | RPP | APP | ROB | TPP | PPP |
| ----- | ------------ | -- | -- | ---- | ---- | ---- | ---- | --- | --- | --- | --- | --- |
| 2008  | New Orleans  | 8  | 0  | 9.0  | .615 | .000 | .500 | 2.5 | .0  | .0  | .8  | 2.6 |
| 2009  | New Orleans  | 4  | 1  | 13.3 | .462 | .000 | .300 | 2.0 | .3  | 1.0 | .2  | 3.8 |
| 2011  | Atlanta      | 8  | 0  | 4.4  | .200 | .000 | .500 | 1.9 | .1  | .4  | .0  | .6  |
| 2014  | Golden State | 7  | 0  | 2.4  | .500 | .000 | .000 | .6  | .3  | .0  | .3  | 1.1 |
| Total | Total        | 27 | 1  | 6.6  | .487 | .000 | .393 | 1.6 | .1  | .3  | .3  | 1.8 |

### NBA D-League
Temporada regular
| Año      | Equipo     | PJ | PT | MPP  | %TC  | %3P  | %TL  | RPP | APP | ROB | TPP | PPP  |
| -------- | ---------- | -- | -- | ---- | ---- | ---- | ---- | --- | --- | --- | --- | ---- |
| 2012–13  | Santa Cruz | 29 | 24 | 26.3 | .628 | .000 | .694 | 6.8 | .8  | 1.0 | 2.2 | 13.4 |
| 2013–14  | Santa Cruz | 32 | 23 | 26.2 | .559 | .333 | .743 | 7.4 | 1.9 | .7  | 1.8 | 12.0 |
| Total    | Total      | 61 | 47 | 26.3 | .592 | .333 | .718 | 7.1 | 1.4 | .8  | 2.0 | 12.7 |
| All-Star | All-Star   | 1  | 0  | 19.0 | .625 | .000 | .000 | 8.0 | 1.0 | .0  | 1.0 | 10.0 |

Playoffs
| Año   | Equipo     | PJ | PT | MPP  | %TC  | %3P  | %TL  | RPP | APP | ROB | TPP | PPP  |
| ----- | ---------- | -- | -- | ---- | ---- | ---- | ---- | --- | --- | --- | --- | ---- |
| 2013  | Santa Cruz | 6  | 6  | 23.2 | .667 | .000 | .531 | 5.5 | 1.0 | 1.2 | 2.3 | 10.2 |
| Total | Total      | 6  | 6  | 23.2 | .667 | .000 | .531 | 5.5 | 1.0 | 1.2 | 2.3 | 10.2 |